# Cirrhilabrus lineatus
Cirrhilabrus lineatus är en fiskart som beskrevs av Randall och Lubbock 1982. Cirrhilabrus lineatus ingår i släktet Cirrhilabrus och familjen läppfiskar. IUCN kategoriserar arten globalt som livskraftig. Inga underarter finns listade i Catalogue of Life.